# Michał IV (prawosławny patriarcha Antiochii)
Michał IV – prawosławny patriarcha Antiochii w latach 1454–1476.